# Aesir

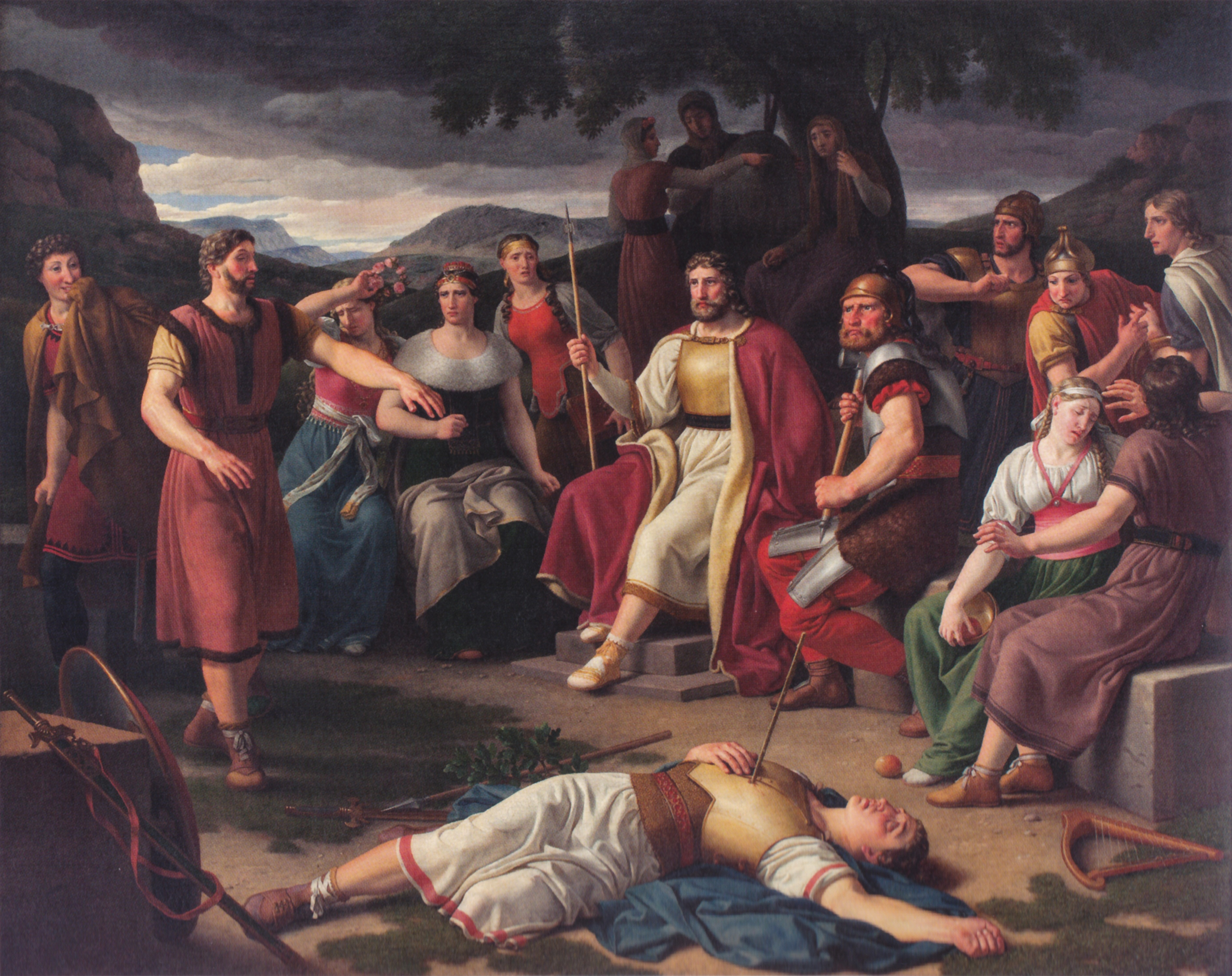
Các Æsir xoay quanh xác của Baldur. Vẽ bởi Christoffer Wilhelm Eckersberg năm 1817

Các Aesir (số ít Áss, giống cái Ásynja, giống cái số nhiều Ásynjur, thường được viết như Æsir; tiếng Anglo-Saxon: Ós; tiếng Đức cổ: Ansuz) là thần tộc lớn nhất trong thần thoại Bắc Âu. Các vị thần quan trọng như Odin, Frigg, Thor, Balder và Tyr thuộc thần tộc này. Ngoài ra còn một thần tộc khác, thần tộc Vanir, cũng được nhắc tới trong thần thoại Bắc Âu. Vị thần gió Njord và các con là Freyr và Freyja là những Vanir đến sống với các Aesir để làm con tin theo một thỏa thuận nhằm chấm dứt chiến tranh giữa hai thần tộc. Các Vanir thường là những vị thần của mùa màng và sung túc trong khi các Aesir đại diện cho sức mạnh và chiến tranh. Asgard là nơi ở của các Aesir.